# گروه چاینا هوالا
گروه چاینا هوالا (انگلیسی: China Hualu Group) شرکت دولتی الکترونیک چینی است، که در سال ۲۰۰۰ تأسیس شد.